# Plymouth Barracuda
La Plymouth Barracuda est un coupé produit par la division Plymouth du groupe Chrysler. Le premier modèle sort le 1er avril 1964, soit quelques semaines avant celle qui sera sa plus sérieuse concurrente, la Ford Mustang. La Barracuda sera rapidement écrasée par la Mustang de Ford, la Camaro de Chevrolet et la Firebird de Pontiac. Elle ne connaîtra un réel succès d'estime qu'à partir de 1970, où elle devient un symbole de puissance.

## Première génération: 1964-1966
Cette première génération de la Barracuda était basée sur le châssis « A-Body » de la Dodge Dart ou de la familiale Plymouth Valiant. Elle était d'ailleurs vendue au départ comme une version de la Valiant, elle disposait des mêmes moteurs et en possédait même l'insigne. Le prix de base était de 2 512 dollars (1964). La voiture aurait pu s'appeler « Panda », mais l'image douce et pataude de l'animal n'auraient surement pas donné le même attrait à une voiture qui visait le public jeune et dynamique du baby-boom.

### 1964
La Barracuda de 1964 se distingue très facilement grâce à sa gigantesque lunette arrière (le couvercle du coffre s'arrêtait avant la partie vitrée), qui était à l'époque la plus grosse pièce vitrée jamais placée sur une voiture. Cette spécificité restera jusqu'en 1966. Trois moteurs étaient disponibles, le plus puissant étant le V8 de 273 ci.
- L6 2,8 L, 101 ch (coupleux, économique et fiable)
- L6 3,7 L, carburateur double-corps, 145 ch
- V8 4,5 L, carburateur double-corps, 180 ch

 Production 
- Toutes versions : 23 443

### 1965
Deux nouvelles options sortent, le V8 273 ci 4,5 L, carburateur 4 corps, Commando de 235 ch est ajouté à la liste des moteurs, ainsi que la version performance « Formula S » regroupant le V8 Commando, une nouvelle suspension, des jantes différentes et des pneus assortis et pour finir un compte-tours standard.
- L6 3,7 L, carburateur double-corps, 145 ch
- V8 4,5 L, carburateur double-corps, 180 ch
- V8 4,5 L, carburateur 4 corps, 235 ch

 Production 
- Toutes versions : 60 357

### 1966
Cette année, la face avant et l'arrière sont remodelés. L'emblème du Barracuda remplace le « V » de Valiant sous le hayon. L'intérieur est aussi légèrement retravaillé, et la console centrale est en option.
- L6 3,7 L, carburateur double-corps, 145 ch
- V8 4,5 L, carburateur double-corps, 180 ch
- V8 4,5 L, carburateur 4 corps, 235 ch

 Production 
- Toutes versions : 38 029

## Seconde Génération: 1967-1969
Bien que toujours basée sur le châssis « A-Body », la Barracuda est cette année complètement redessinée. Elle est désormais disponible en cabriolet. C'est le tout début de la période glorieuse des muscle cars, Plymouth décida alors d'apporter plus de moteurs et surtout plus de puissance. Le Slant Six n'est plus au catalogue cette année.
Le package « Formula S » inclut une suspension renforcée, un compte tour, des pneus plus larges et des décorations spécifiques.

### 1967
Caractéristique de cette année, il n'y a pas de marqueurs latéraux.
- V8 4,5 L, carburateur double-corps, 180 ch
- V8 4,5 L, carburateur 4 corps, 235 ch
- V8 6,3 L, carburateur 4 corps, 280 ch

Production 
- Coupé : 26 760
- Fastback : 28 028
- Cabriolet : 4 003

### 1968
En 1968, exit le Commando, le V8 318 ci, carburateur double-corps, le remplace comme V8 de base. À cause des nouvelles lois en vigueur aux États-Unis, les constructeurs automobiles doivent apposer des marqueurs latéraux sur les véhicules neufs, ceux de la Barracuda seront petits et ronds.
- L6 3,7 L, carburateur double-corps, 145 ch
- V8 5,2 L, carburateur double-corps, 230 ch
- V8 5,6 L, carburateur 4 corps, 275 ch
- V8 6,3 L, carburateur 4 corps, 280 ch
- V8 7,0 L, carburateur 4 corps, Hemi (environ 70 voitures construites pour performer dans les courses d'accélération.)

Production 
- Coupé : 18 557
- Fastback : 19 345
- Cabriolet : 2 595

### 1969
Nouvelle option, la direction assistée. Les marqueurs latéraux sont plus grands et rectangulaires. Les moteurs sont « boostés », le 383 ci passe à 330 ch. « 'Cuda », qui n'était que le nom familier de la Barracuda devient le nouveau nom du package « Formula S ». Seuls les V8 340 ci et 383 ci étaient disponibles pour cette version. L'énorme 440 ci oblige l'utilisation de la boite automatique, le renforcement du pont et la suppression de la direction assistée.
- L6 3,7 L, carburateur double-corps, 145 ch
- V8 5,2 L, carburateur double-corps, 230 ch
- V8 5,6 L, carburateur 4 corps, 275 ch
- V8 6,3 L, carburateur 4 corps, 330 ch
- V8 7,2 L, trois carburateurs double-corps, 390 ch

Production 
- Coupé : 11 751
- Fastback : 14 368
- Cabriolet : 1 273

## Troisième Génération: 1970-1974
Refonte totale, la Barracuda n'est plus basée sur le vieillissant châssis A-Body, mais sur le tout nouveau châssis E-Body sportif de la Dodge Challenger.
Visiblement inspirée par la ligne en bouteille de Coca-Cola de la Chevrolet Camaro, le nouveau E-Body se veut beaucoup plus attrayant. Cependant, les ventes ne seront jamais au niveau des précédentes.
La marque commercialisa la Barracuda en trois versions :
- Barracuda : version de base, équipée du L6 ou d'un petit V8. Peu d'options disponibles.
- Gran Coupé : version « luxe », motorisation disponible similaire à la version de base mais beaucoup d'options de confort et d'ornementation disponibles (enjoliveurs, decals discrets, chromes).
- 'Cuda : version « sport », le muscle car comme on l'imagine. Moteurs puissant et options sport (aileron, decals, etc.)

Barracuda et 'Cuda étaient dès lors deux concepts différents, 'Cuda étant la version sportive. Sept V8 étaient disponibles, dont le fameux 426 Hemi. Les voitures équipées de ce moteur et du 440 « Six Pack » étaient dotées d'une suspension haute performance.
Les Barracuda de base et Gran Coupé avaient un capot plat, alors que les 'Cuda se voyaient affublées de deux entrées d'air non fonctionnelles. Le célèbre « Shaker » était une option sur toutes les 'Cuda, c'était une pièce fonctionnelle fixée sur le moteur et qui vibrait avec lui d'où son nom.

### 1970

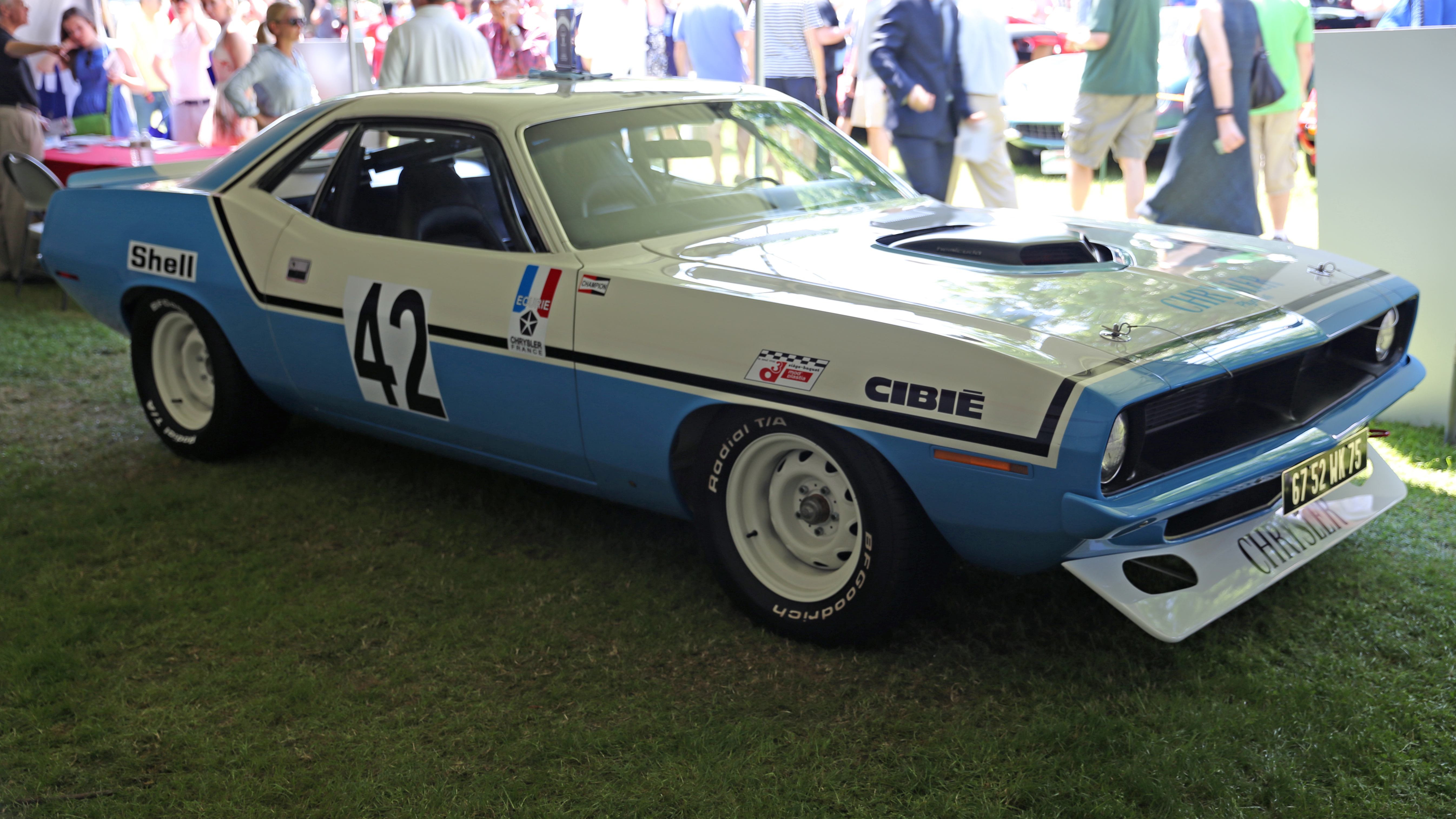
1970 "Chrysler Hemi 'Cuda" de l'Ecurie Chrysler France

Une grande quantité de moteurs sont disponibles, surtout pour la 'Cuda. Une version spéciale « AAR » dérivée des 'Cuda de course était disponible, avec un V8 340 ci « Six Pack » (trois carburateurs double-corps), un capot noir mat en fibre de verre, des bandes latérales spécifiques, un aileron, des suspensions spéciales et des pneus plus larges à l'arrière.
- L6 3,7 L 145 ch
- V8 5,2 L, carburateur double-corps, 230 ch
- V8 5,6 L, carburateur 4-corps, 275 ch
- V8 5,6 L, trois carburateurs double-corps, 290 ch ('Cuda « AAR » seulement)
- V8 6,3 L, carburateur 4-corps, 335 ch
- V8 7,0 L Hemi, deux carburateurs 4-corps, 425 ch
- V8 7,2 L, carburateur 4-corps, 375 ch
- V8 7,2 L, trois carburateurs double-corps, 390 ch, « Six Pack »

 Production 
- 'Cuda : 18 880
- 'Cuda Convertible : 635
- 'Cuda « AAR » : environ 1 500
- Toutes versions : 50 617

### 1971

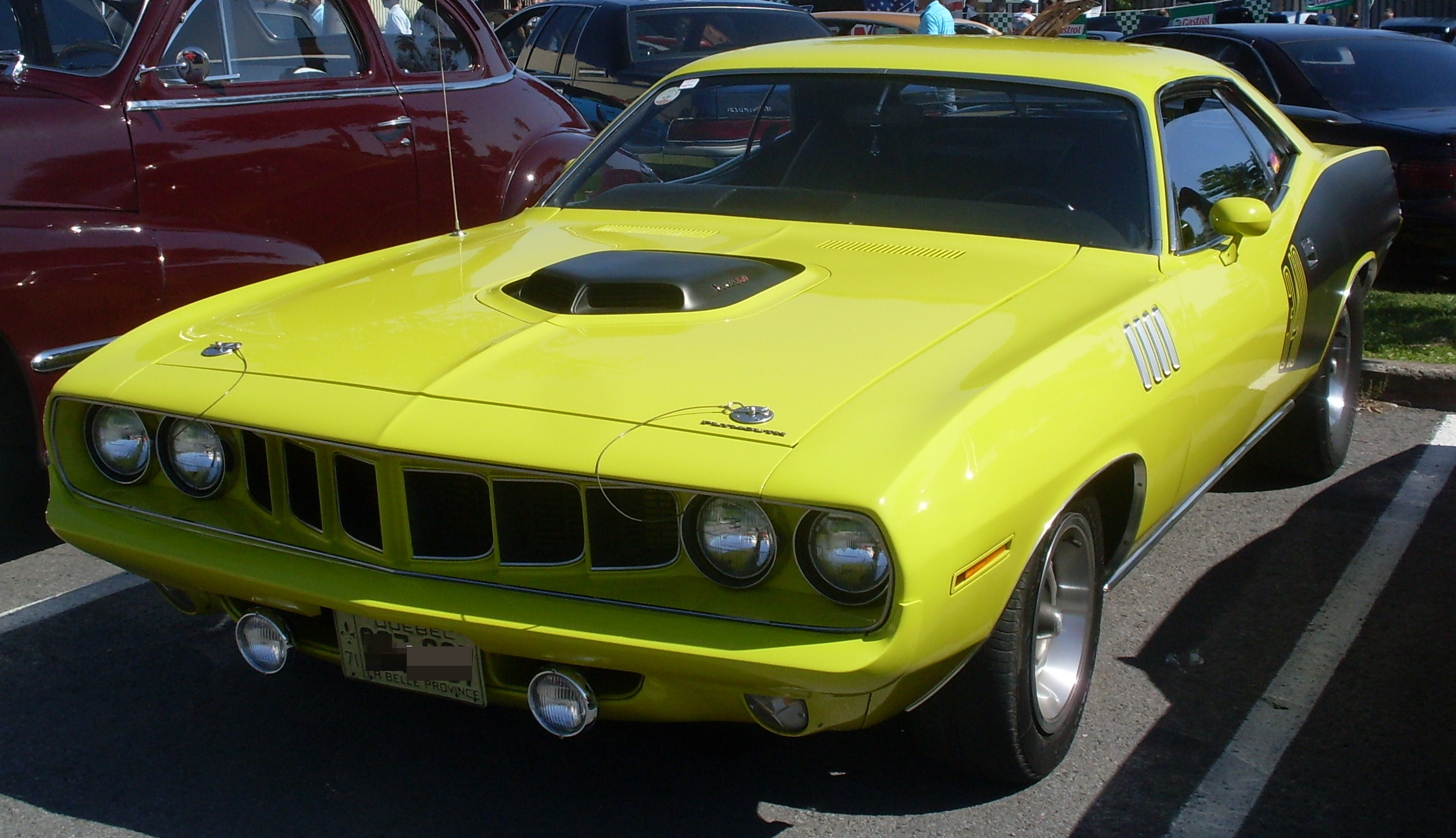
Plymouth Barracuda Hemi 1971

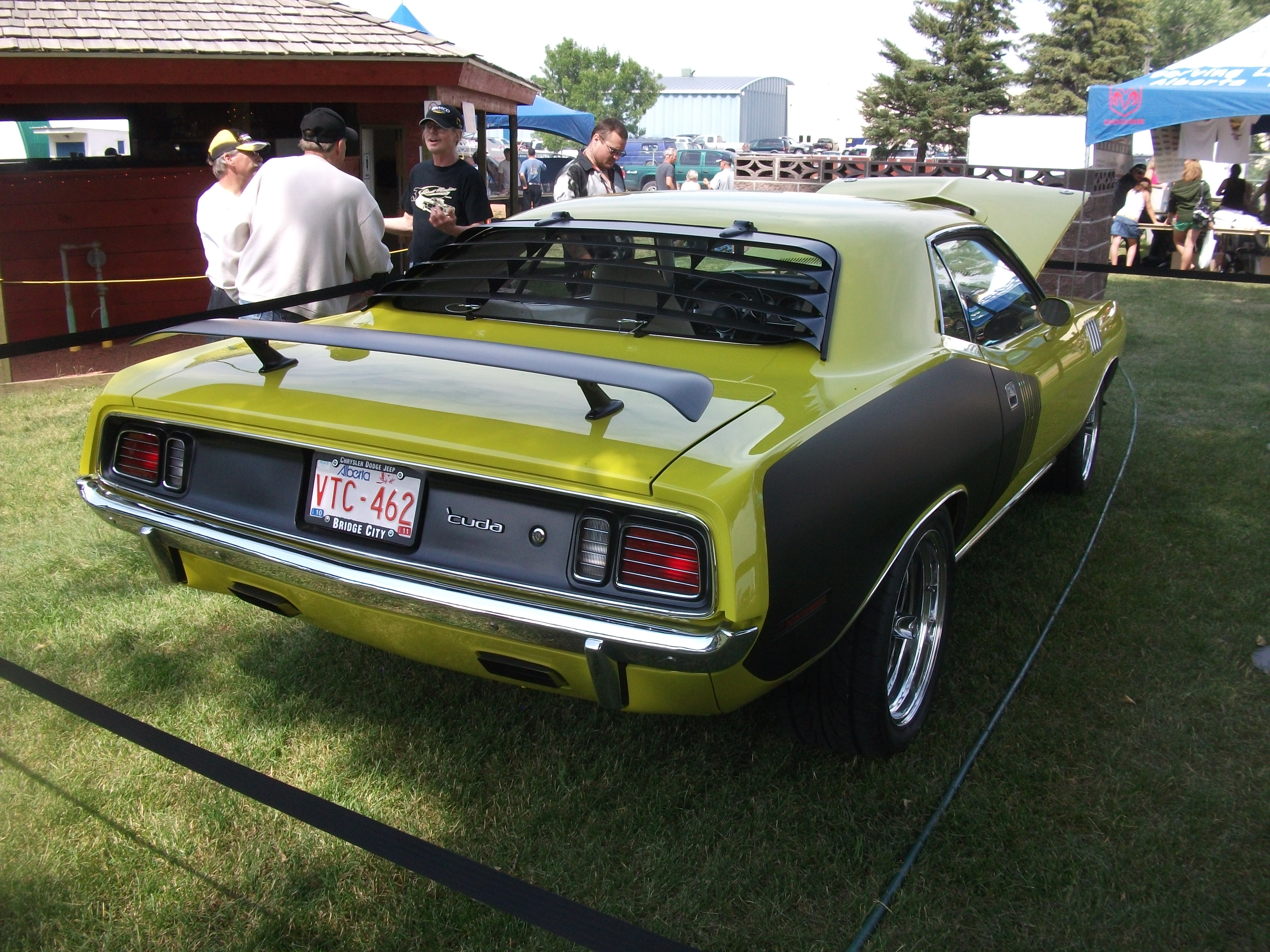
Plymouth Barracuda Hemi 1971

La calandre est modifiée, avec ses six entrées d'air et ses quatre phares. Avec les lois antipollution de plus en plus sévères, Plymouth s'est vue obligé de réduire la puissance de plusieurs moteurs (383 ci et 440 « Six pack »)
- L6 3,2 L 125 ch
- L6 3,7 L 145 ch
- V8 5,2 L, carburateur double-corps, 230 ch
- V8 5,6 L, carburateur 4-corps, 275 ch
- V8 6,3 L, carburateur 4-corps, 300 ch
- V8 7,0 L Hemi, deux carburateurs 4-corps, 425 ch
- V8 7,2 L, carburateur 4-corps, 375 ch
- V8 7,2 L, trois carburateurs double-corps, 385 ch « Six Pack »

 Production 
- 'Cuda : 6 228
- 'Cuda Convertible : 374
- Toutes versions : 16 161

### 1972

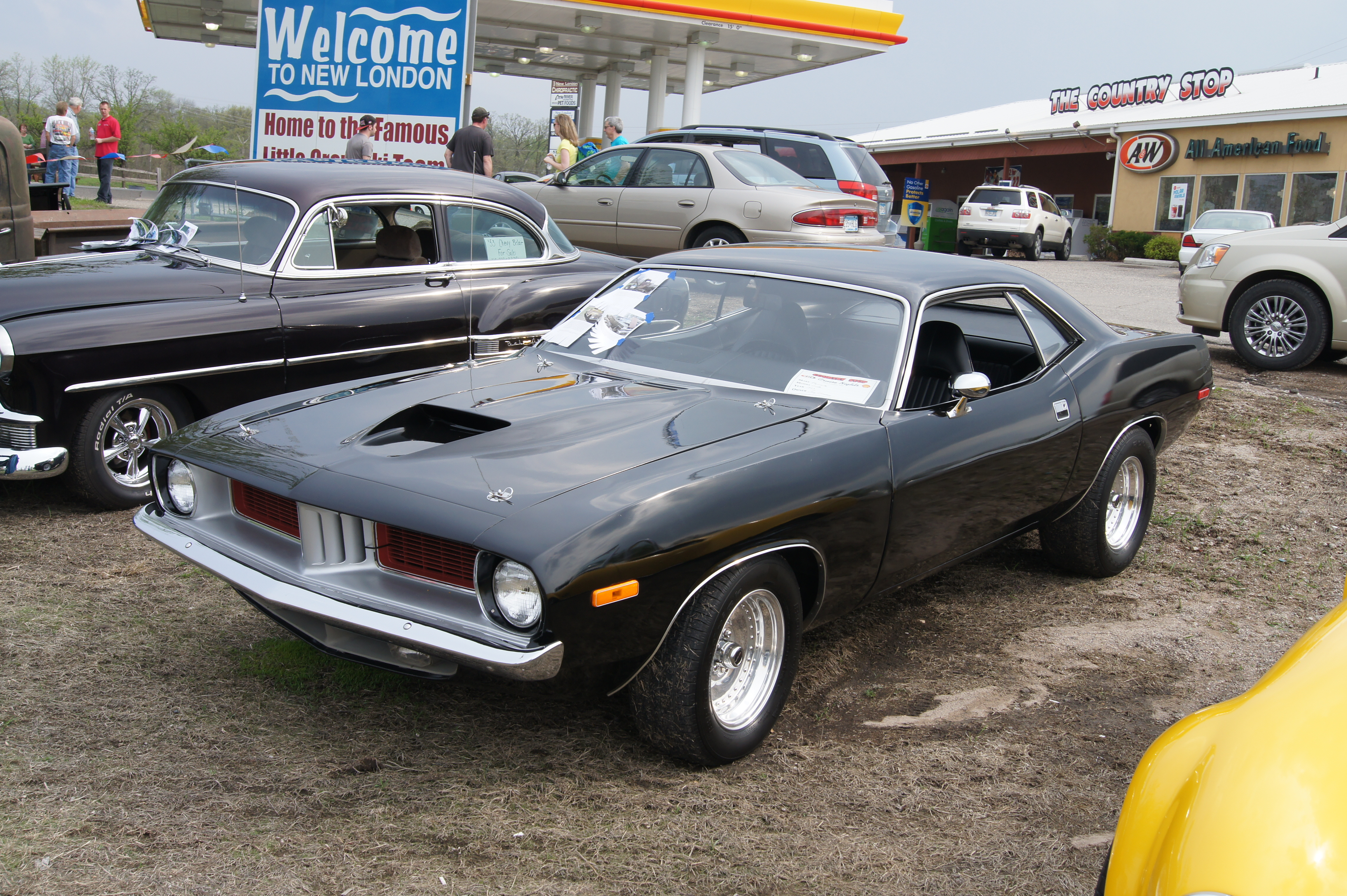
Plymouth Barracuda 1972

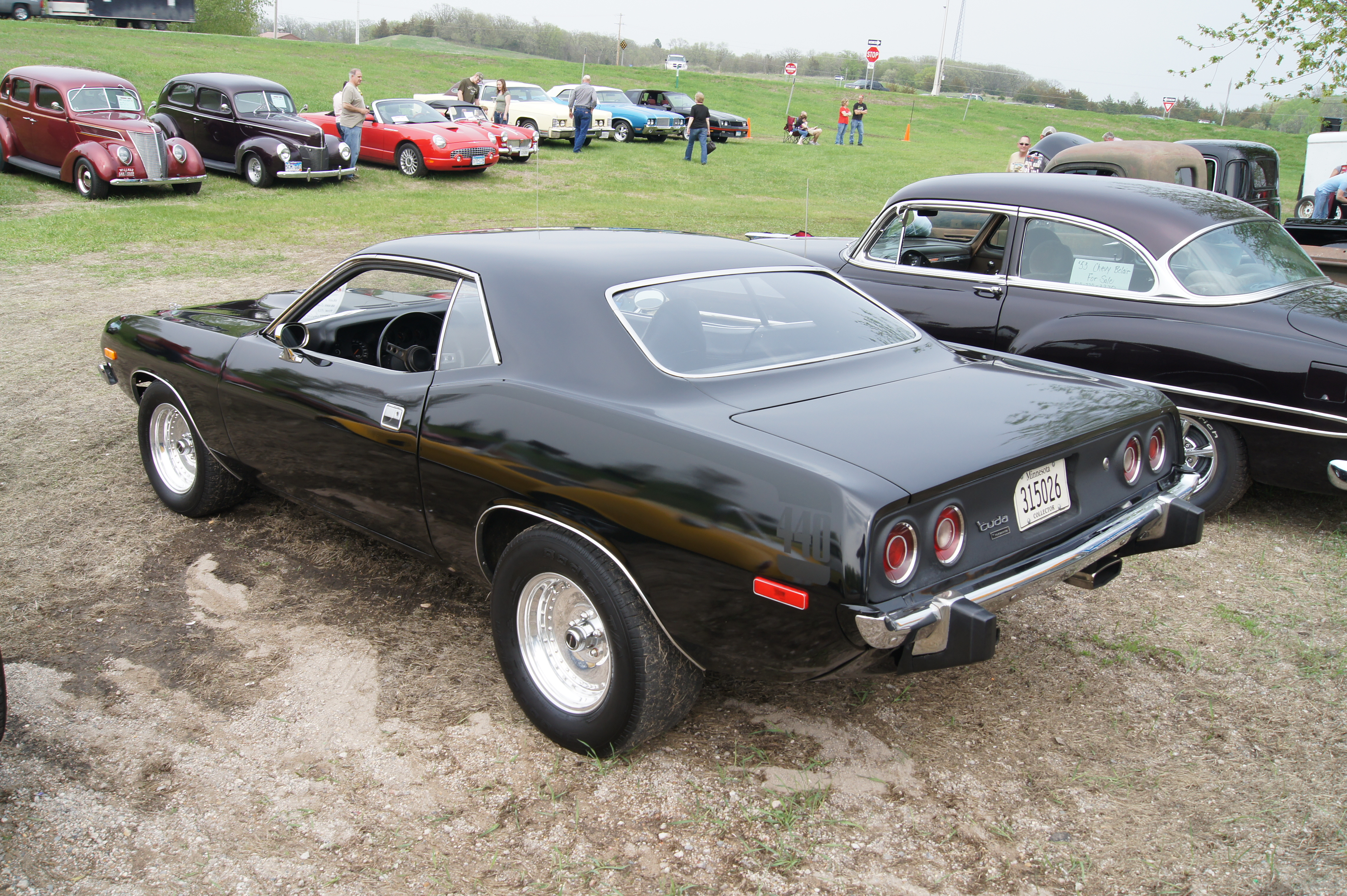
Plymouth Barracuda 1972

1972, la perspective du premier choc pétrolier et le début de la fin pour les muscle cars. S'ensuivent la disparition des moteurs les plus puissants, plus de 426 Hemi, plus de 383 ci, plus de 440. Seuls les « petits » V8 et Slant Six subsistent. De plus, la puissance était désormais affichée en chevaux nets, ce qui laissait croire à une grosse perte de performance. Le modèle décapotable n'est plus disponible. Les feux arrière sont changés et sont au nombre de quatre, comparables à ceux des Corvettes ou des Ferrari de l'époque.
- L6 3,2 L 125 ch
- L6 3,7 L 145 ch
- V8 5,2 L, carburateur double-corps, 150 ch (SAE net)
- V8 5,6 L, carburateur 4-corps, 240 ch (SAE net)

 Production 
- 'Cuda : 7 828
- Toutes versions : 16 142

### 1973

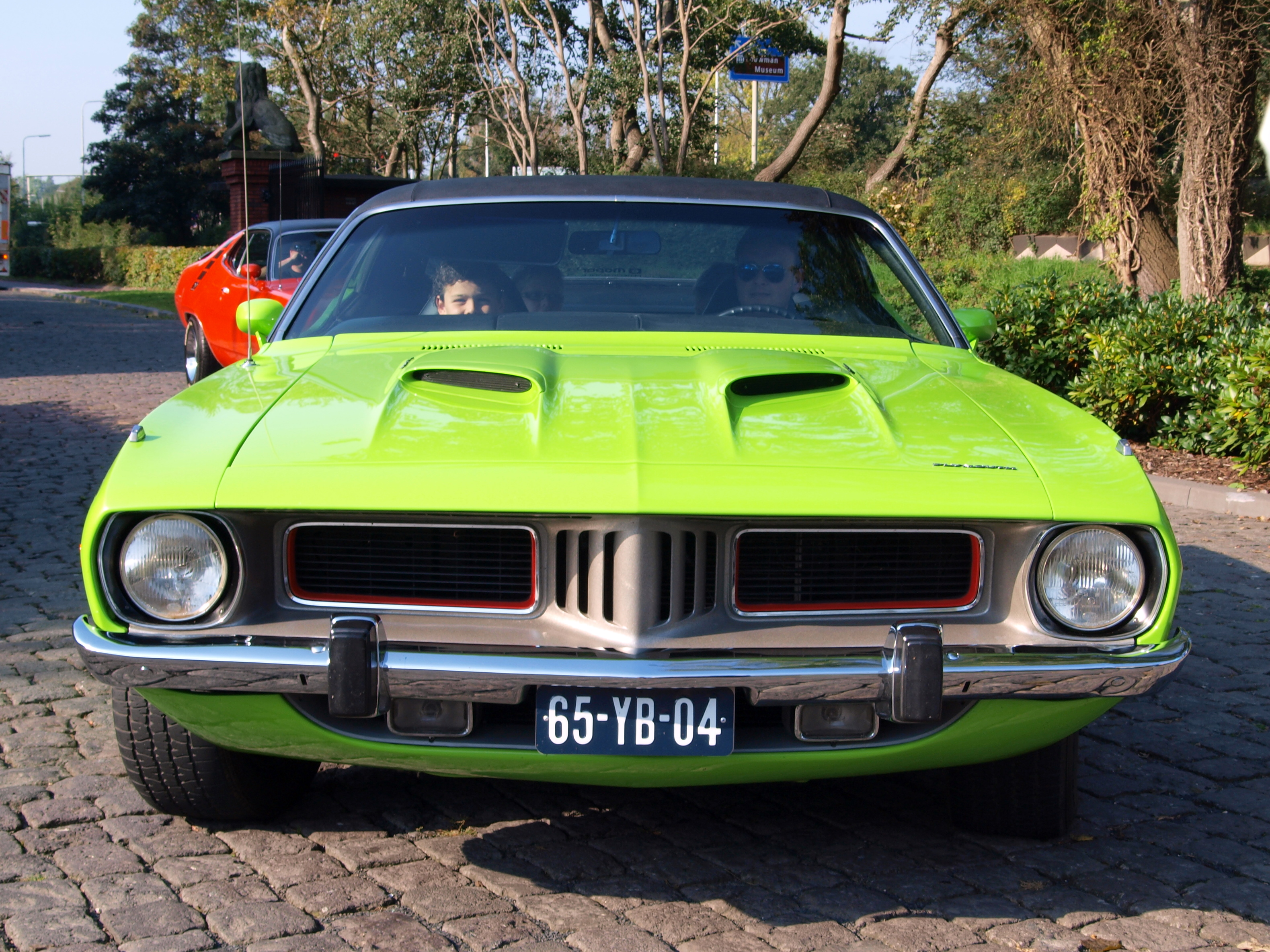
Plymouth Barracuda 1973

Le Slant Six n'était plus disponible pour cette année, et le moteur de base était le V8 318 ci. Le V8 de 340 ci était le moteur standard sur les 'Cuda. Ce moteur fut remplacé en milieu d'année par un V8 de 360 ci sans amélioration des performances. Les pare-chocs se voient affublés d'embouts en caoutchouc en raison de la nouvelle réglementation dite « Exterior Protection » (chocs sans dégâts jusqu'à 8 km/h).
- V8 5,2 L, carburateur double-corps, 150 ch
- V8 5,6 L, carburateur 4-corps, 240 ch
- V8 5,9 L, carburateur 4-corps, 245 ch

 Production 
- 'Cuda : 10 626
- Total : 19 281

### 1974
La dernière année de la Barracuda.

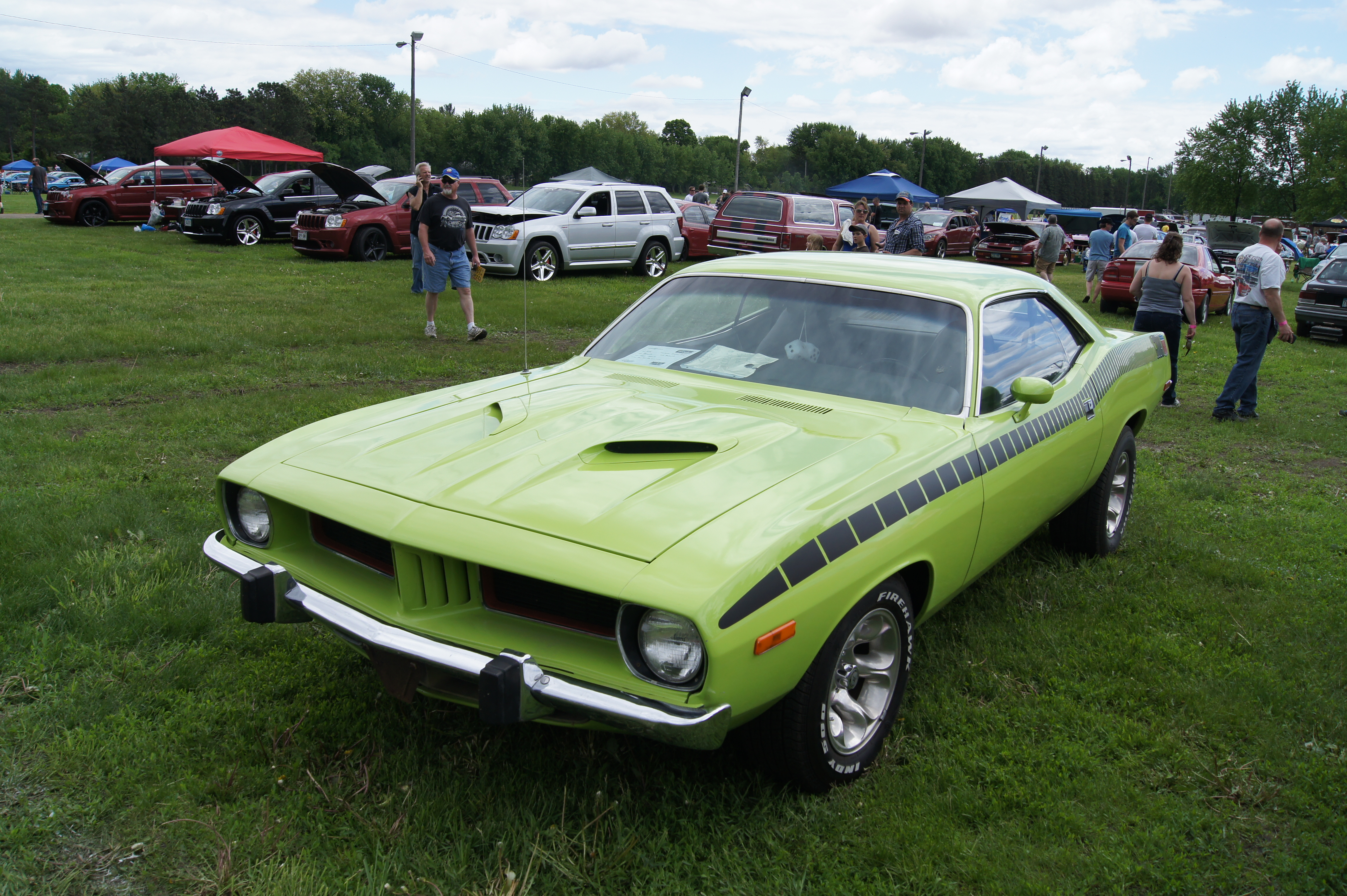
Plymouth 'Cuda 1974

- V8 5,2 L, carburateur double-corps, 150 ch
- V8 5,9 L, carburateur 4-corps, 245 ch

 Production 
- 'Cuda : 4 989
- Toutes versions : 11 734